# Malý Žabí štít
Malý Žabí štít (polsky Żabi Szczyt Niżni) je hora ve Vysokých Tatrách s nadmořskou výškou 2098 m n. m. ležící na polsko-slovenské hranici.

## Poloha a okolí
Pod vrcholem se na západní polské straně rozkládá Dolina Rybiego Potoku (Polsko) a na východní slovenské straně Bielovodská dolina.
Sousedními vrcholy jsou Žabí Mních, od něhož je oddělen sedlem Białczańska Przełęcz, a Žabí hlava (Żabia Czuba), od níž je oddělen sedlem Przełączka pod Żabią Czubą. Na západě se k horskému jezeru Morskie Oko svažuje Apoštolský hřeben (Grań Apostołów).

## Etymologie
Název Żabi Szczyt Niżni nebo Malý Žabí štít je překladem německého názvu pocházejícího od nedalekého Žabieho Javorového plesa.

## Turistika
Žabí mnich neleží na žádné značené turistické trase. Je však přístupný horolezcům s povolením od správy některého z národních parků. Vhodnými výchozími body pro výstup jsou útulny Chata PTTK nad Morským okom a Chata PTTK v Doline Roztoki.

## Galerie

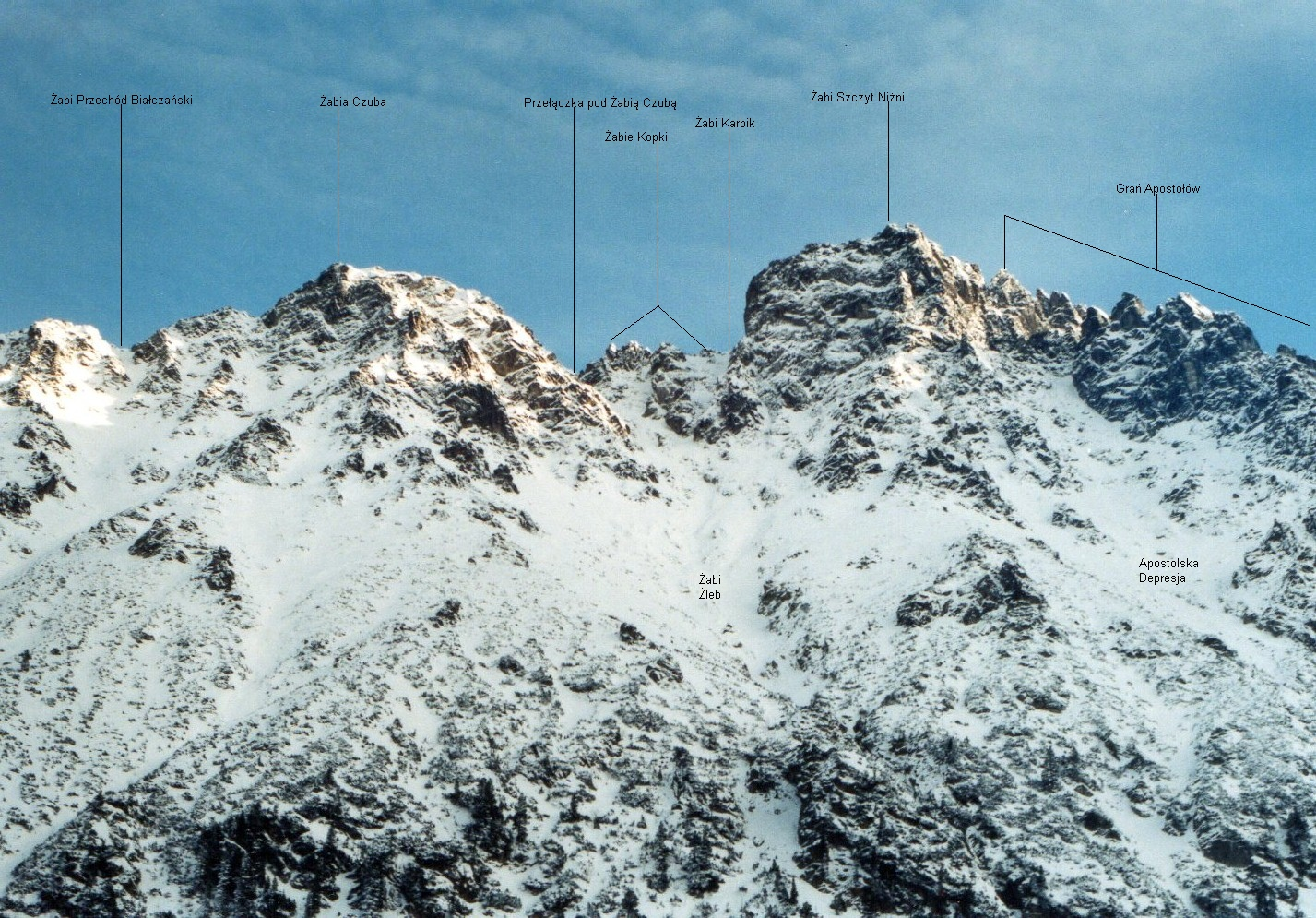
Žabí hlava a Malý Žabí štít
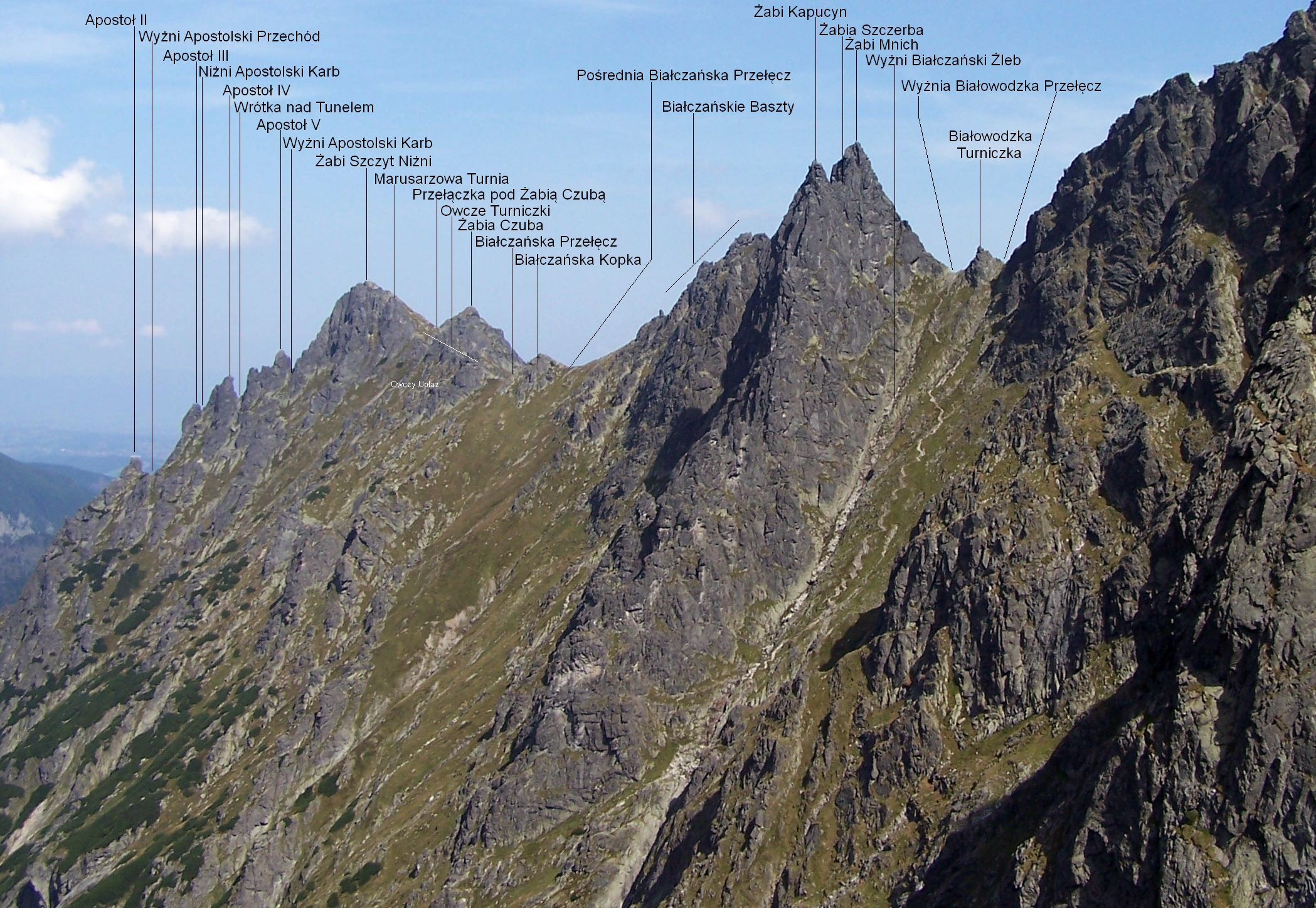
pohled z cesty na Nižné Rysy
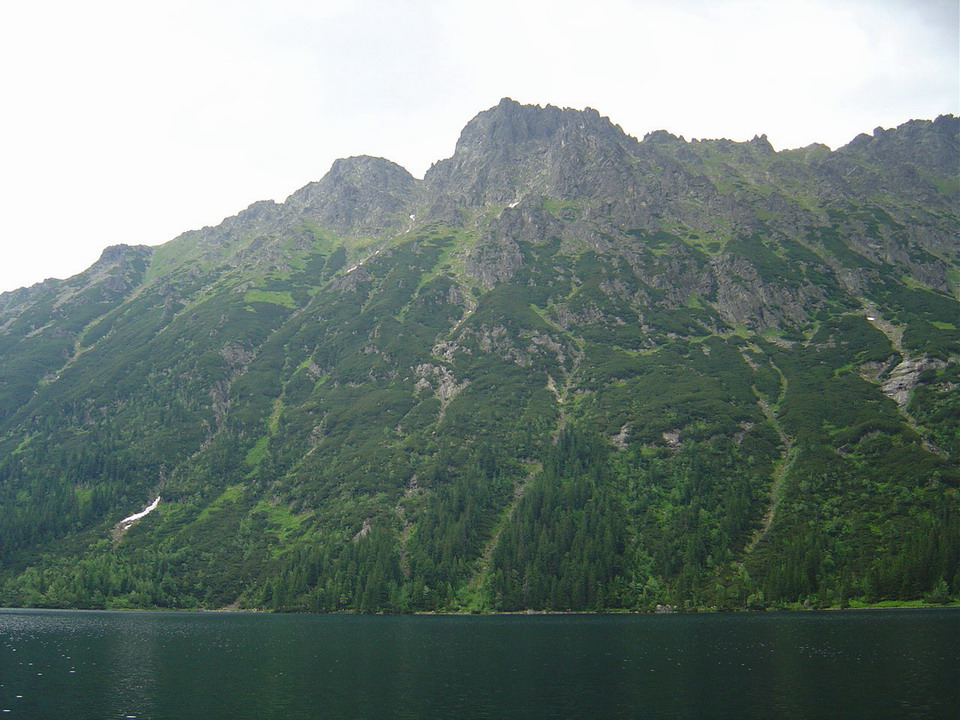
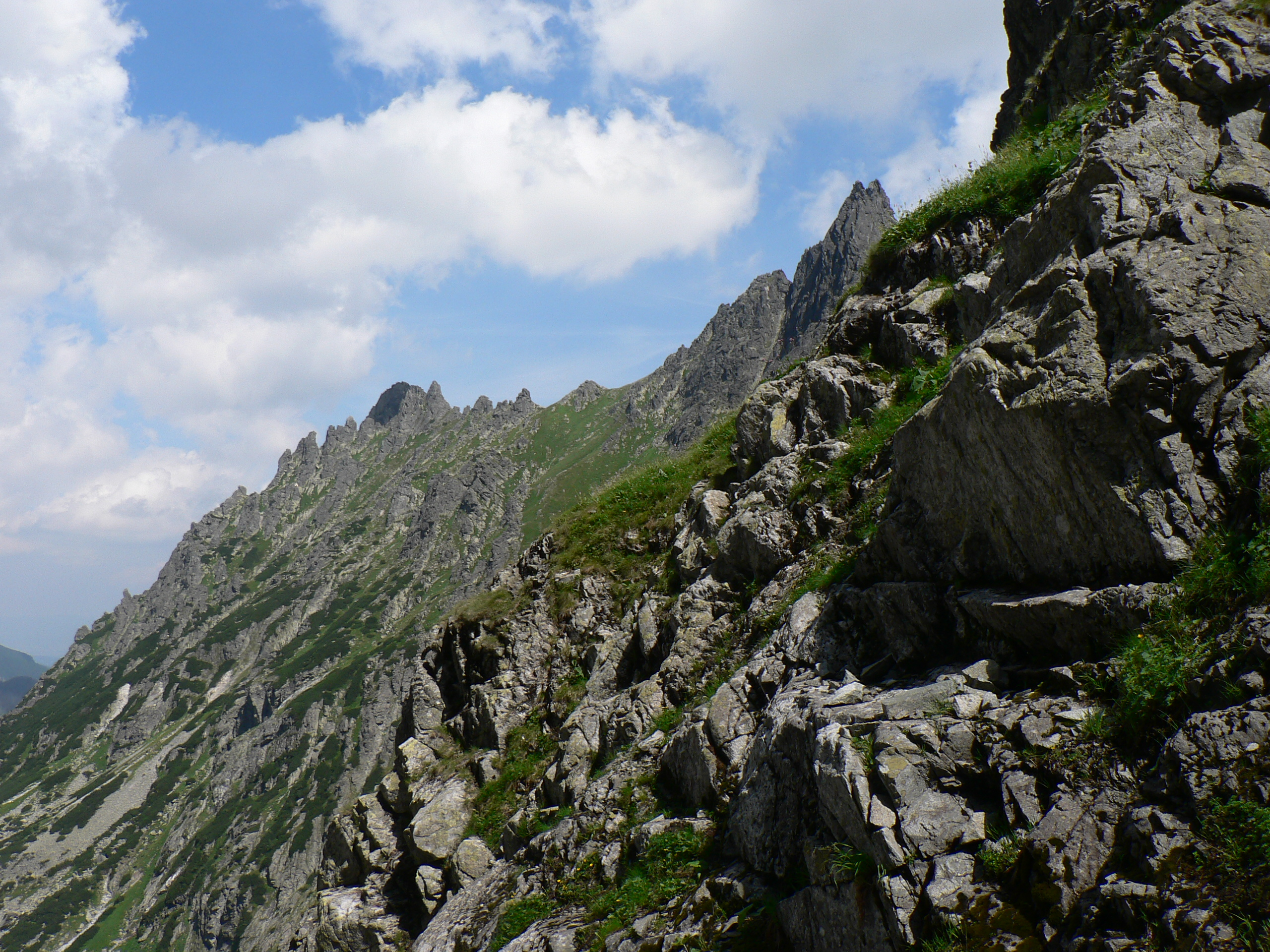
pohled z cesty na Rysy